# Геслен-Эмерен
Геслен-Эмерен (фр. Guessling-Hémering) — коммуна на северо-востоке Франции, регион Гранд-Эст (бывший Эльзас — Шампань — Арденны — Лотарингия), департамент Мозель. Относится к кантону Гротенкен.

## Географическое положение
Геслен-Эмерен расположен в 320 км к востоку от Парижа и в 37 км к востоку от Меца.

## История
- Геслен и Эмерен входили в историческую область Три епископства.
- В 1648 году Геслен отошёл ко Франции.
- В 1790—1794 годы Эмерен был присоединён к Геслену.

## Демография
По переписи 2011 года в коммуне проживало 926 человек.

## Достопримечательности
- Усадьба Ла-Оф, дом сеньора вплоть до революции.
- Церковь Сен-Гандульф (1848).
- Часовня в Геслен-Эмерен.